# جیمی آلن (بازیکن بسکتبال)
جیمی آلن (انگلیسی: Jimmy Allen؛ زادهٔ ۱۵ ژوئن ۱۹۷۱) بازیکن سابق و سرمربی (بسکتبال) اهل ایالات متحده آمریکا است.